# Cheilolejeunea imbricata
Cheilolejeunea imbricata là một loài Rêu trong họ Lejeuneaceae. Loài này được (Nees) S. Hatt. mô tả khoa học đầu tiên năm 1957.